# 刘敬叔
劉敬叔（?—?），字敬叔，彭城（今江蘇徐州）人。
少穎敏，有異才，最早任司徒掌記，中兵參軍。晉末拜南平國郎中令，以事忤劉毅，為毅所奏，免官。待劉毅伏誅，召为征西长史。義熙十三年（417年）為宋長沙景德鎮王驃騎將軍劉道鄰參軍。因功封南平郡公。南朝宋元嘉三年（426年）為給事黃門郎。後因病免官，泰始中期卒於家。著有《異苑》十卷。